# OTO Melara
OTO Melara bila je podružnica talijanske tvrtke Finmeccanica, danas Leonardo, aktivna u obrambenom sektoru, s tvornicama u Bresciji i La Speziji. Paketna haubica Mod 56, koja je u službi diljem svijeta, i mornarički top od 76 mm, koji su usvojile 53 mornarice i instaliran na preko 1000 mornaričkih brodova, među najpoznatijim su oružjem OTO Melara od Drugog svjetskog rata. 
Od 1. siječnja 2016. aktivnosti OTO Melara spojile su se s Leonardovim Odjelom za obrambene sustave, unutar Sektora elektronike, obrambenih i sigurnosnih sustava.

## Glavni proizvodi
Proizvedena vozila uključuju:
- Glavni borbeni tenk Ariete
- Glavni borbeni tenk OF-40
- Centauro razarač tenkova na kotačima
- Borbeno vozilo pješaštva Dardo
- Borbeno vozilo pješaštva na kotačima VBM Freccia 8×8
- Puma 6×6 i Puma 4×4 oklopni transporter na kotačima
- Samohodno topništvo Palmaria
- Otomatic protuzračni tenk (SPAAG)

Proizvedeno oružje uključuje:
- Haubica OTO Melara Mod 56 105/L14 Pack
- OTO Marlin 40[3][4][5]
- HITFACT kupola za tri čovjeka naoružana topom kalibra 120 mm/45 ili kalibra 105 mm/52
- Hitfist kupola za dva čovjeka naoružana automatskim topom od 25 ili 30 mm i koaksijalnim mitraljezom od 7,62 mm (plus dva lansera TOW kao opcija)
- Hitfist OWS kupola s daljinskim upravljanjem naoružana automatskim topom od 25 ili 30 mm i koaksijalnim mitraljezom od 7,62 mm (plus dva TOW bacača kao opcija)
- Hitrole oružana stanica za mitraljez 7,62 mm ili 12,7 mm ili automatski bacač granata
- Mornaričke kupole malog kalibra 12,7 LIONFISH[6][7]
- Otobreda 127/54 Kompaktni mornarički top
- Otobreda 127/64 Lagani mornarički top
- 76/62 mm Allargato
- Mornarički top Otobreda 76 mm
- Protubrodski projektil Otomat
- Protuzračni raketni sustav Skyguard "Aspide".
- Protuavionski top SIDAM 25
- DARDO CIWS dvostruki nosač mornaričkog topa od 40 mm
- MSS 1.2 Protutenkovska vođena raketa[8]

Proizvedeno streljivo uključuje:
- Vulcano 76/127/155mm